# Australia ai Giochi della XXII Olimpiade
L'Australia partecipò ai Giochi della XXII Olimpiade, svoltisi a Mosca, Unione Sovietica, dal 19 luglio al 3 agosto 1980, con una delegazione di 120 atleti impegnati in diciassette discipline.

## Medaglie
| Medaglia | Nome          | Sport | Evento         |
| -------- | ------------- | ----- | -------------- |
| Oro      | Michelle Ford | Nuoto | 800 m sl       |
| Bronzo   | Michelle Ford | Nuoto | 200 m farfalla |

## Risultati

### Pallacanestro
- Uomini

| Atleta | Classifica |
| --- | ---------- |
| V · D · M Nazionale australiana - Pallacanestro ai Giochi della XXII Olimpiade - Torneo maschile 4 Dalgleish · 5 McLeod · 6 Smyth · 7 Sengstock · 8 Ali · 9 Tucker · 10 Breheny · 11 Riddle · 12 Davies · 13 Walsh · 14 Morseu · 15 Crosswhite · All. Lindsay Gaze | 8°         |
| Nazionale australiana - Pallacanestro ai Giochi della XXII Olimpiade - Torneo maschile |            |
| 4 Dalgleish · 5 McLeod · 6 Smyth · 7 Sengstock · 8 Ali · 9 Tucker · 10 Breheny · 11 Riddle · 12 Davies · 13 Walsh · 14 Morseu · 15 Crosswhite · All. Lindsay Gaze                                                                                                  |            |

### Pallanuoto
| Atleta | Classifica |                      |
| --- | --- | -------------------- |
| V · D · M Nazionale maschile australiana di pallanuoto · Giochi olimpici - Mosca 1980 M. Turner • Neesham • Bryant • Montgomery • Muspratt • Kerr • Falson • C. Turner • Callaghan • Goff • Steward · CT : Tom Hoad | 7° |                      |
| Nazionale maschile australiana di pallanuoto · Giochi olimpici - Mosca 1980 | |                      |
| M. Turner • Neesham • Bryant • Montgomery • Muspratt • Kerr • Falson • C. Turner • Callaghan • Goff • Steward · CT: Tom Hoad                                                                                        | M. Turner • Neesham • Bryant • Montgomery • Muspratt • Kerr • Falson • C. Turner • Callaghan • Goff • Steward · CT: Tom Hoad | Australia (bandiera) |